# كتلة مونت بلان
كتلة مونت بلان هي سلسلة جبلية في جبال الألب غرايان.

## المناخ
يظهر الجدول التالي التغييرات المناخية على مدار السنة لكتلة مونت بلان:
| البيانات المناخية لـكتلة مونت بلان        | البيانات المناخية لـكتلة مونت بلان | البيانات المناخية لـكتلة مونت بلان | البيانات المناخية لـكتلة مونت بلان | البيانات المناخية لـكتلة مونت بلان | البيانات المناخية لـكتلة مونت بلان | البيانات المناخية لـكتلة مونت بلان | البيانات المناخية لـكتلة مونت بلان | البيانات المناخية لـكتلة مونت بلان | البيانات المناخية لـكتلة مونت بلان | البيانات المناخية لـكتلة مونت بلان | البيانات المناخية لـكتلة مونت بلان | البيانات المناخية لـكتلة مونت بلان | البيانات المناخية لـكتلة مونت بلان |
| الشهر                                     | يناير                              | فبراير                             | مارس                               | أبريل                              | مايو                               | يونيو                              | يوليو                              | أغسطس                              | سبتمبر                             | أكتوبر                             | نوفمبر                             | ديسمبر                             | المعدل السنوي                      |
| ----------------------------------------- | ---------------------------------- | ---------------------------------- | ---------------------------------- | ---------------------------------- | ---------------------------------- | ---------------------------------- | ---------------------------------- | ---------------------------------- | ---------------------------------- | ---------------------------------- | ---------------------------------- | ---------------------------------- | ---------------------------------- |
| المتوسط اليومي °م (°ف)                    | −4.3 (24.3)                        | −2.2 (28.0)                        | 2.4 (36.3)                         | 6.9 (44.4)                         | 10.1 (50.2)                        | 13.6 (56.5)                        | 15.6 (60.1)                        | 14.8 (58.6)                        | 12.2 (54.0)                        | 7.7 (45.9)                         | 1.4 (34.5)                         | −3.0 (26.6)                        | 6.6 (43.9)                         |
| الهطول مم (إنش)                           | 116 (4.6)                          | 109 (4.3)                          | 74 (2.9)                           | 76 (3.0)                           | 91 (3.6)                           | 130 (5.1)                          | 119 (4.7)                          | 134 (5.3)                          | 105 (4.1)                          | 82 (3.2)                           | 114 (4.5)                          | 112 (4.4)                          | 1٬262 (49.7)                       |
| متوسط تساقط الثلوج مم (إنش)               | 68.5 (2.70)                        | 60.7 (2.39)                        | 29.0 (1.14)                        | 15.2 (0.60)                        | 3.5 (0.14)                         | 0 (0)                              | 0 (0)                              | 0 (0)                              | 0 (0)                              | 6.1 (0.24)                         | 30.7 (1.21)                        | 67.2 (2.65)                        | 280.9 (11.07)                      |
| المصدر: Chamonix meteorological office:27 |                                    |                                    |                                    |                                    |                                    |                                    |                                    |                                    |                                    |                                    |                                    |                                    |                                    |

## معرض صور

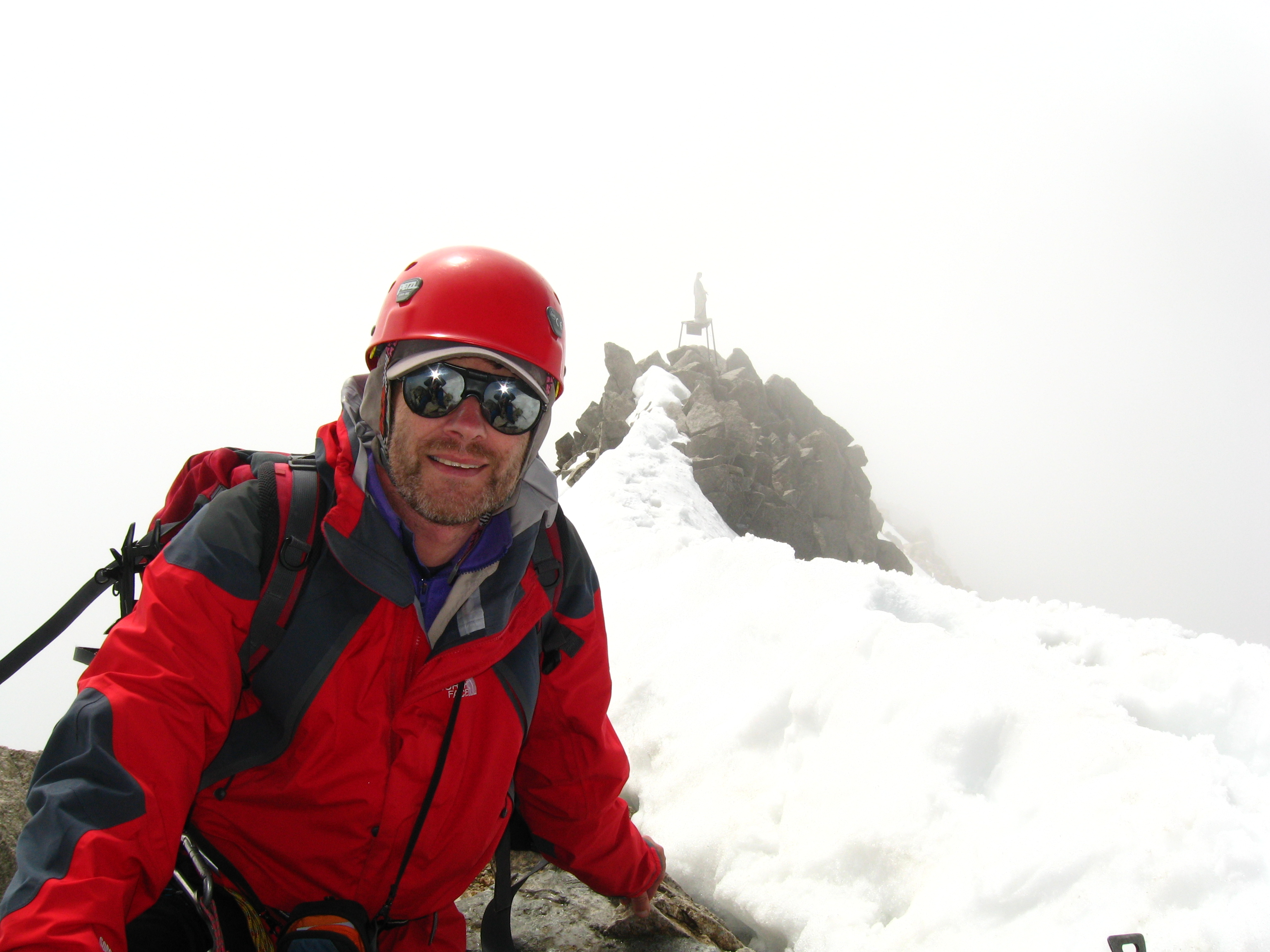
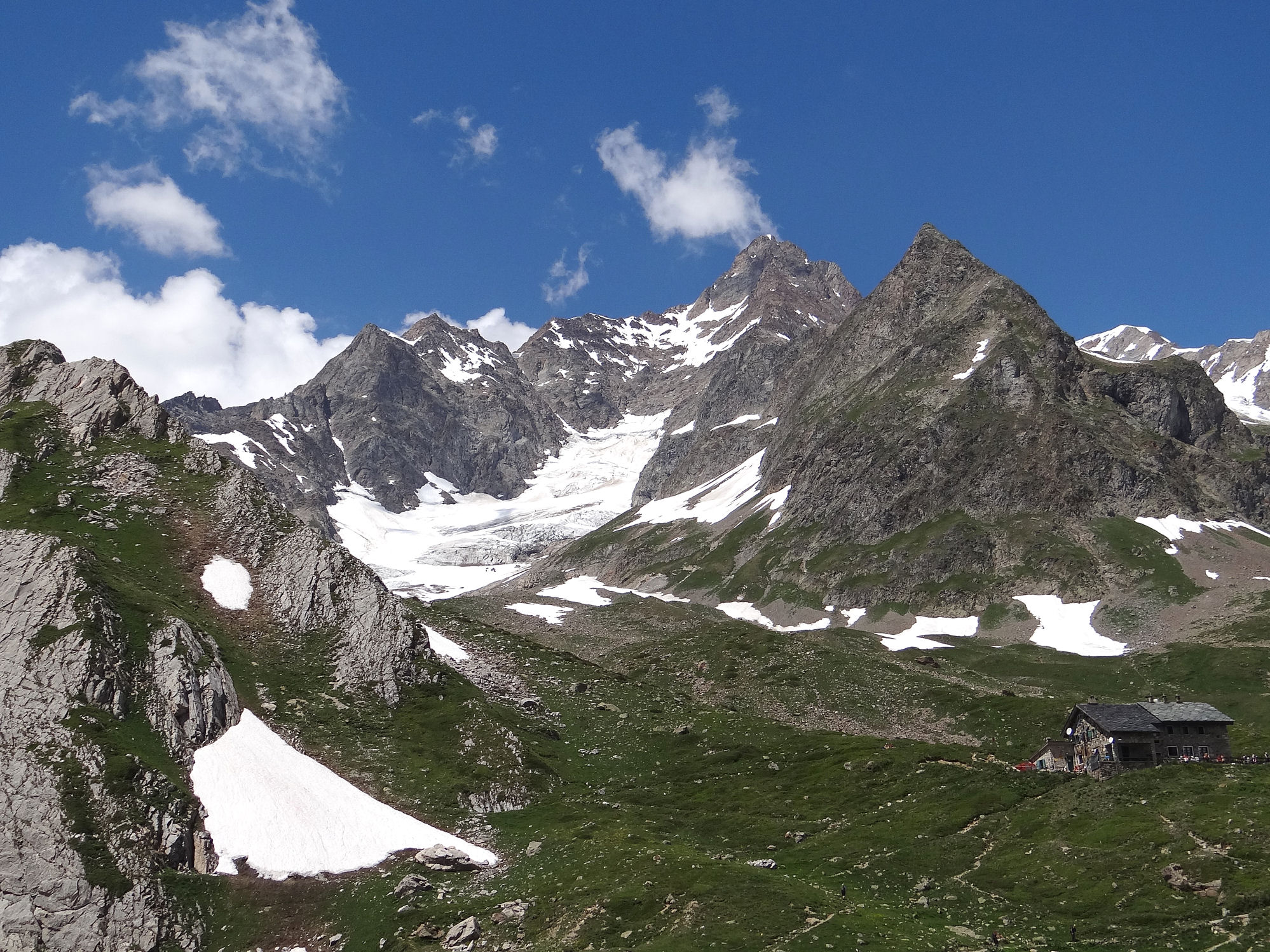
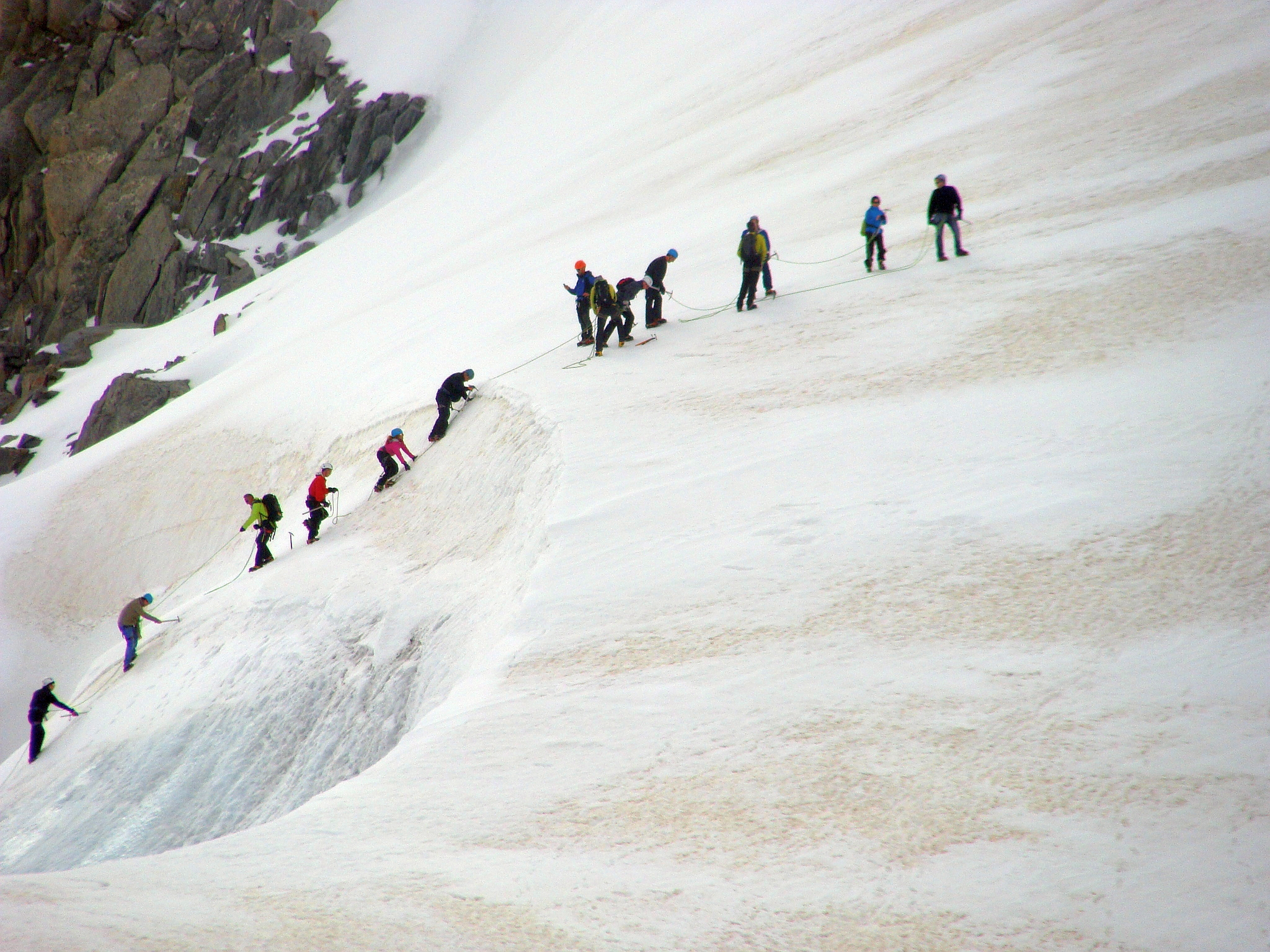
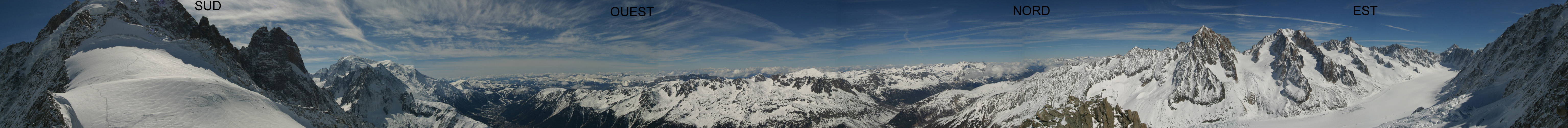